# 엠마 아손

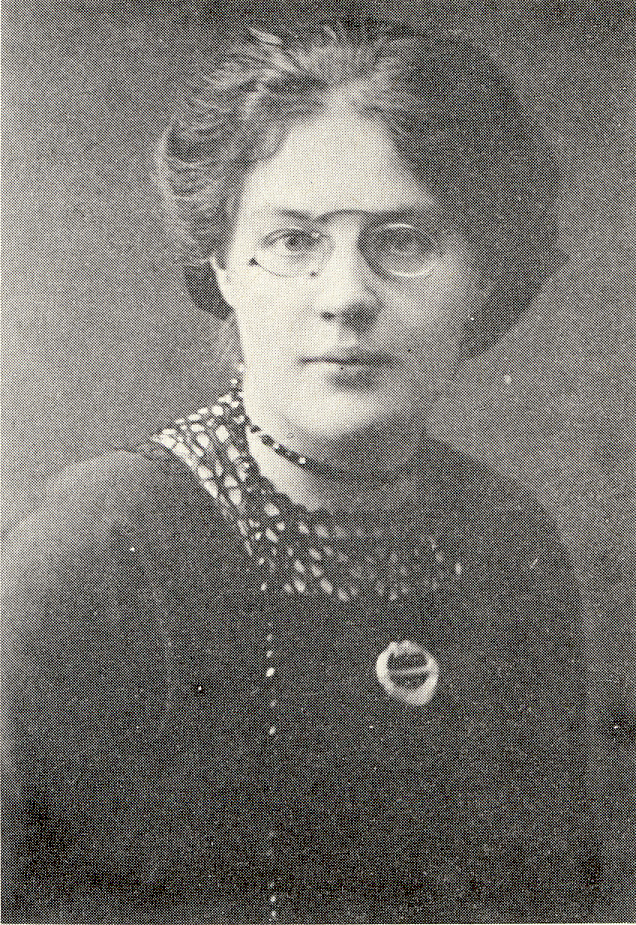
엠마 아손

엠마 아손(에스토니아어: Emma Asson, 1889년 7월 13일 버루 주 ~ 1965년 1월 1일 탈린)은 에스토니아의 정치인이다. 에스토니아 최초의 여성 의회 의원이며 에스토니아 최초의 헌법 제정 과정에 참여했다.